# Dionüszia

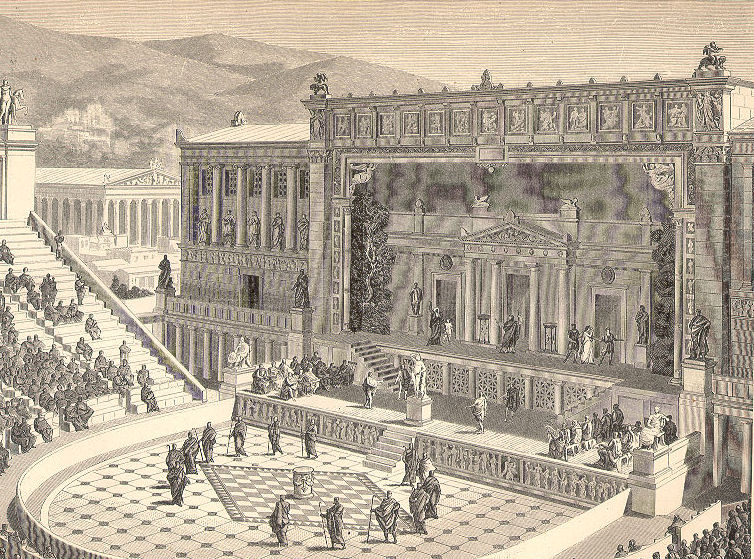
Az athéni Dionüszosz Színház történelmi rekonstrukciója a római korban

A Dionüszia ( /ˌ d aɪ . ə ˈ n ɪ z i . ə /, /ˌ d aɪ . ə ˈ n ɪ ʃ i . ə / / / ˌ d aɪ . [ ə ˈ n; görögül: Διονύσια) egy Dionüszosz isten tiszteletére rendezett, nagy fesztivál volt az ókori Athénban. Központi eseményei eleinte a drámai tragédiák, majd Kr.e. 487-től a komédiák színielőadásai voltak.
A Panathénaia után ez volt a második legfontosabb ünnep. A Dionüszia két, az év különböző időszakaiban megrendezett, egymáshoz kapcsolódó fesztiválból állt: a Vidéki Dionüsziából és a Városi Dionüsziából. Ezek egyúttal a Dionüszoszi Misztériumok lényeges részét is képezték.

## Vidéki Dionüszia
A Dionüszia eredetileg egy vidéki, valószínűleg a szőlőtermesztést magasztaló mulatság volt az attikai Eleutherae városában (Διονύσια τὰ κατ' ἀγρούς – Dionysia ta kat' agrous). Ez, a feltehetőleg nagyon ősi ünnep eredetileg talán nem is Dionüszoszhoz kapcsolódott. A Vidéki Dionüsziát télen, Poszeideon hónapjában (a téli napfordulón átívelő hónapban, azaz december-január táján) tartották. Ennek központi eseménye a pompe (πομπή), a körmenet volt, amelynek keretében a fallofórok (φαλλοφόροι) körbe hordozták a falloszokat (φαλλοί). E felvonuláson részt vettek még a „szemfogak" (κανηφόροι) – akik kosarakat cipelő fiatal lányok voltak; a „nyílhordozók" (ὀβελιαφόροι) – akik hosszú kenyér vekniket vittek; a „csónakosok" (σκαφηφόροι) - akik egyéb felajánlásokat hurcoltak; a „vízhordozók" (ὑδριαφόροι) – akik vizet hordoztak; és az „aszkofórok" (ἀσκοφόροι) - akik boros flaskákat vittek magukkal).
A körmenet befejezése után tánc- és énekversenyekre került sor, majd a korégók (χορηγός) vezetésével a kórusok (χορός) dithüramboszokat (διθύραμβος) - Dionüszosz tiszteletére írt hímnuszokat- adtak elő. Némelyik vidéki fesztivál programjába drámák - valószínűleg az előző évi Városi Dionüszia-ra készült tragédiák és vígjátékok - előadésai is bekerülhettek. Ez inkább a nagyobb városokban, például Pireuszban és Eleusisban volt jellemző.
Mivel Attika különböző városai más-más napokon tartották fesztiváljaikat, a nézők szezononként több fesztivált is meglátogathattak. Ez az athéni polgároknak lehetőséget adott arra, hogy a városon kívülre iutazzanak, akkor is, ha az év többi részében nem volt erre lehetőségük. Az utazó színitársulatok pedig egynél több városban is felléphettek a fesztivál ideje alatt.
Arisztophanész, a komikus színműíró, a Vidéki Dionüsziát parodizálta Az Acharnabeliek című darabjában.

## Városi Dionüszia

### Eredet
A Városi Dionüszia (Dionysia ta en Astei – Διονύσια τὰ ἐν Ἄστει, más néven Nagy Dionüszia, Dionysia ta Megala – Διονύσια τὰ Μεγάλα) a fesztivál urbánus része, valószínűleg Peiszisztratosz athéni türannosz idején jött létre a Kr. e. 6. században. Ezt a fesztivált feltehetőleg Elaphebolion (Ελαφεβόλιον) hónap 10. és 16. napja között tartották (ez a tavaszi napéjegyenlőség körüli holdhónap, azaz a szoláris naptár szerint március-április időszakára esik), három hónappal a vidéki Dionüszia után, vélhetően a tél végének és az évi termés betakarításának megünneplésére. A hagyomány szerint a fesztivált azután hívták életre, hogy Eleutherae, az Attika és Beócia határán fekvő város úgy döntött, hogy Attika része lesz. Az eleuthereaeiak egy Dionüszosz szobrot vittek Athénba, amit az athéniak kezdetben elutasítottak. Dionüszosz ezután a férfi nemi szerveket sújtó pestissel büntette meg az athéniakat, amely meggyógyult, amikor az athéniek elfogadták Dionüszosz kultuszát. Ezt idézte fel évente a falloszt vivő polgárok körmenete.
A városi fesztivál viszonylag friss újítás volt. Ez a szertartás az athéni arkhónok - nem pedig a bazileusz - védnöksége alatt állt, ugyanis az arkhóni hivatal létrehozásakor, a Krisztus előtti VII. században, az ő hatáskörükbe utalták a vallási ünnepeket.

### PompeésProagon
Az arkhón már a megválasztásakor előkészült a Városi Dionüsziára azáltal, hogy két várnagyot (πάρεδροι) és tíz kurátort (ἐπιμεληταί) választott, hogy segítsék őt a fesztivál megszervezésében. A fesztivál első napján tartották a pompét, a menetet (πομπή), amelyen az athéni kolóniák polgárai, metoikoszai (μέτοικος) - olyan együttlekók, akik politikai jogok nélkül állandó tartózkodási joggal rendelkeztek Athénban -, és képviselői az Akropolisz déli lejtőjén található Dionüszosz Színházhoz vonultak, magukkal hordozva a vezető, az eisagōgē (εισαγωγή) Dionüszosz Eleuthereusz faszobrát. A vidéki Dionüsziákhoz hasonlóan ők is fából vagy bronzból készült falloszokat hordtak oszlopokon, egy szekérrel pedig egy még sokkal nagyobb falloszt vontattak. A menetben itt is részt vettek a kosárhordozók, valamint a víz- és borhordók, akárcsak a vidéki Dionüsziában.
Az Athéni Birodalom hatalmának csúcspontján, a Kr.e. 5. század közepén, Athén erejének demonstrálására, különféle ajándékokat és fegyvereket is magukkal vittek a felvonulók. A menethez tartoztak a színházban feláldozandó bikák is. A legdrágább, legdíszesebb öltözékben vonuló szponzorok, a kórusvezetők, azaz a korégók (χορηγοί) voltak a menet legszembetűnőbb résztvevői, akik a felvonulás után a dithürambusz versenyeken vezették a kórusaikat. Ezeken óriási volt a versengés, a legjobb furulyások és költő hírességek (például Szimónidész és Pindarosz) kínálták zenei és lírai szolgálataikat. E versenyeket követően feláldozták a bikákat, és lakomát rrendeztek minden athéni polgárnak. Ezután egy második felvonulás, a kómos (κῶμος) következett, ami nagy valószínűséggel egy, az utcákon zajló, részeg tivornyázás volt.
Másnap a drámaírók kihirdették a bemutatandó színdarabok címét és sorsolással kiválasztották a bírákat a proagónhoz (προαγών), azaz az előversenyhez. Nem ismert, hogy a proagón eredetileg hol zajlott, de a Kr.e. 5. század közepétől az Akropolisz lábánál, Periklész Odeonjában tartották. A proagōn-t arra is felhasználták, hogy dicsőítsék az Athénnak az adott esztendőben hasznot hajtó nevezetes polgárokat, vagy gyakran külföldieket. A peloponnészoszi háború alatt a csatában elesettek árva gyermekeit is felvonultatták az Odeonban, valószínűleg apjuk tiszteletére. A proagōn során közleményeket is közzé tettek: Kr.e. 406-ban például ott jelentették be Euripidész drámaíró halálát.

### Drámai előadások
A felvonulást követően egy bika feláldozásával tisztították meg Dionüszosz színházát. A hagyományokkal összhangban a Dionüszia első tragédia előadása a drámaíró és színész Theszpisz nevéhez fűződik Kr.e. 534-ben (akire a „thespián" szót is visszavezethetjük). Állítólag Dionüszosz egyik közismert szimbóluma, egy kecske volt a díjazása. Ez a „díj" esetleg azt sugallja, hogy a „tragédia" szó eredete a „kecskeének" volt.
A Kr.e. ötödik században a fesztivál öt napját az előadásoknak szentelték, bár a tudósok nem értenek egyet abban, hogy pontosan mit mutattak be az egyes napokon. A tragikus darabokra legalább három teljes napot szántak, és a három drámaíró mindegyike egymást követő napokon mutatta be a három tragédiából és egy szatírdrámából álló sorozatát. A legtöbb fennmaradt görög tragédiát, beleértve Aiszkhülosz, Euripidész és Szophoklész tragédiáit, a Dionüszosz Színházban mutatták be. Az arkhónok, a felügyelők (επιμελεται) és bírák (ἀγωνοθἐται) az első sorból figyeltek.
Kr.e. 487/6--ig a fesztivál másik két napját valószínűleg a düthirambusz versenyeknek szentelték, amikor a komikus költőket hivatalosan is felvették a versenyekbe, azaz az agonokba (αγόν), így azok jogosulttá váltak a díjazásra. Mind az öt komédiaíró egyetlen színdarabot mutatott be (kivéve a Peloponnészoszi háború idején, amikor csak három darabot mutattak be), bár nem tudni, hogy folyamatosan egy napon, vagy az ötnapos fesztivál során adták-e őket elő. Kr.e. 449-ig csak a drámai alkotásokat jutalmazták díjakkal az agonban, de ezt követően a színészek is jogosulttá váltak az elismerésre. Óriási megtiszteltetésnek számított a vígjátéki díj elnyerése a Városi Dionűszián, annak ellenére, hogy a komédiákat csak másodlagos jelentőségűnek tartották. Az év elején megrendezett Lenaia fesztiválon a vígjátékok nagyobb hangsúlyt kaptak, és Kr.e. 442-ben a komédia előadásokat már hivatalosan is díjakkal ismerték el.
A tragédia műfajának lenyűgöző sikere a Krisztus előtti negyedik század első háromnegyedében szünet nélkül folytatódott, ezért egyes tudósok ezt az időszakot a klasszikus korszak folytatásának tekintik. Úgy tartják, hogy bár ezen korszak, amelynek a művei zömében elvesztek, vagy feledésbe merültek, nagyon sokat köszönhet a drámaíró Euripidésznek. Színdarabjait, más Kr.e. 5. századi írókéval együtt, gyakran újra színre vitték ebben az időszakban. A Városi Dionüszián minden évben legalább egy régi művet felevelenítettek. Felmerült ugyanis, hogy a közönség a megkérdőjelezhető nívójú, új színdarabok pénzügyi támogatása helyett szívesebben fogadná jól ismert alkotások ismételt színpadra állítását; vagy pedig, hogy a már ismert színművek felelevenítései a Peloponnészoszi háború pusztítása előtti Athén dicsősége iránti nosztalgiát jelentenek. Mindazonáltal a színdarabok írása és előadása egészen a Kr.e. 2. századig folytatódott, amikor viszont úgy tűnik, hogy sem a vígjáték, sem a tragédia műfajában nem születtek új alkotások. Ezen a ponton túl is folytatódott a drámagyártás, de a díjakkal a gazdag producereket és a híres színészeket jutalmazták, nem pedig azokat a rég meghalt drámaírókat, akiknek a műveit előadták.
Az utolsó napon újabb felvonulást és ünnepséget rendeztek, amikor a zsűri kiválasztotta a tragédia- és komédia előadások nyerteseit. A győztes drámaírókat borostyánkoszorúval jutalmazták .

## A Város Dionüszia ismert nyertesei
A City Dionysia és a Lenaea fesztivál győzteseivel kapcsolatos ismereteink jelentős része a Fasti (IG II² 2318), a Didascaliae (IG II² 2319-24) és a Victors Lists (IG II² 2325) néven emlegetett, sérült felirat sorozatból származik.

### Tragédia
(? = pontos évszám nincs megőrizve)
- 484 előtt – Choerilos, Prünikhosz, Pratinas
- ie 484 – Aiszkhülosz
- 4?? Kr. e. - Euetes
- ie 472 – Aiszkhülosz (Perzsák)
- Kr.e. 471 – Polyphrasmon
- 4?? Kr. e. – Notippusz
- ie 468 – Szophoklész (Triptolemos)
- Kr.e. 467 – Aiszkhülosz (Heten Thébai ellen); Aristias a 2. helyet szerezte meg
- 4?? Kr. e. – Mesatus
- Kr.e. 463 – Aiszkhülosz (Az esdeklők
- Kr.e. 460 – Arisztiász
- Kr.e. 458 – Aiszkhülosz (Oreszteia ; Szophoklész a 2. helyet szerezte meg
- Kr.e. 449 – Hérakleidész
- Kr.e. 447 – Szophoklész (Antigoné) (hozzávetőleges év)
- Kr.e. 441 – Euripidész
- Kr.e. 438 – Szophoklész; Euripidész a 2. helyet szerezte meg Alkesztisszel
- Kr.e. 431 – Euphorion, Aiszkhülosz fia; Szophoklész a 2. helyet szerezte meg; Euripidész a 3. helyet szerezte meg Médeiával
- Kr.e. 428 – Euripidész (Hippolitosz)
- Kr.e. 427 – Philoklész, Aiszkhülosz unokaöccse; Szophoklész a 2. helyet szerezte meg az Oidipusz királlyal[8]
- Kr.e. 416 – Agathon
- Kr.e. 415 – Xenoklész
- Kr.e. 409 – Szophoklész (Philoktétész)
- Kr.e. 405 – Euripidész (Bakkhánsnők, Iphigeneia Auliszban, Alkmaion Korinthoszban)
- Kr.e. 401 – Szophoklész (Oidipusz Kolónuszban) (posztumusz kitüntetés)
- Kr.e. 372 – Astydamas
- 3?? Kr.e. – Aphareus

### Komédia
(? = pontos év nincs megőrizve)
- Kr.e. 486 – Kionidész
- Kr.e. 472 – Magnes
- Kr.e. 458 – Euphonius
- Kr.e. 450 – Kratész
- Kr.e. 446 – Callias
- 43? Kr.e. – Kratinosz
- Kr.e. 437 – Ferekretész
- Kr.e. 435 – Hermippusz
- Kr.e. 427 – Ismeretlen; Arisztophanész a 2. helyet szerezte meg a Banquetersszel
- Kr.e. 426 – Arisztophanész (A babilóniaiak)
- Kr.e. 423 – Kratinosz (A fonott flaska)
- Kr.e. 422 – Cantharus
- Kr.e. 421 – Eupolis (A hízelgők); Arisztophanész a 2. helyet szerezte meg a Békével.
- Kr.e. 414 – Amipsziasz (A mulatozók); Arisztophanész a 2. helyet szerezte meg a Madarakkal; Phrünikhosz a 3. helyet szerezte meg a Remetével.
- Kr.e. 410 – Platón The Comicpregény
- Kr.e. 402 – Cephisodoros
- Kr.e. 290 – Poszeidippusz
- Kr.e. 278 – Filemon
- Kr.e. 185 – Laines
- Kr.e. 183 – Filemon
- Kr.e. 154 – Chairion

## Modern adaptációk
A fesztivál mint az emberiség egy ünnepe (lásd Nietzsche vagy Arisztotelész véleményét) és mint egyfajta kulturális szemlélet, napjainkig inspirálja az embereket.
A Houstoni Egyetem Kreatív Művek Központja minden tavasszal létrehoz és előad egy adaptációt. Vállalkozásuk célja a nevelés és a szórakoztatás. Az adaptációk alkalmanként túllépnek az ihletért a görög színházon (például az Iliász 2013 tavaszi adaptációja Ilium címmel). Özönlenek az együttműködők Amerika minden részéről, maguk a produkciók pedig meglehetősen népszerűek, minden helyszínen minden jegy elkel.
A New York-i Klasszikus Klub a Fordham Egyetem Klasszikus Tanszékén keresztül minden áprilisban megrendez egy versenyt, amelynek keretében középiskolás diákokból álló csoportok ugyanazon színdarab egyedi adaptációit hozzák létre. A verseny célja, hogy az ókori színdarabok témáit és stílusát egy provokatív keretbe ágyazva újult erővel töltse meg és tegye hozzáférhetővé. A körzet számos nevezetes iskolája, köztük a Stuyvesant és a Regis is részt vesz a versenyen. Az adaptációkat húszpercesre vágják. A forrásdarabok közé tartozik Euripidésztől a Bakkhánsnők, valamint Ovidiustól a Metamorfózisok teljes gyűjteménye.
Az Iris Project nevű oktatási jótékonysági szervezet a Cheney School 8. évfolyamos diákjaival minden évben megrendezi a Dionüszia Fesztivált. Ennek keretében a diákok Arisztophanész-darabokat adaptálnak és modernizálnak. A fesztiválnak rendszerint az oxfordi Corpus Christi College ad otthont.
A hellenizmus modern követői a Dionüsziát ünnepnek tekintik, időpontjának kiszámításához pedig az attikai naptár egyik verzióját használják.

## Fordítás
Ez a szócikk részben vagy egészben  a   Dionysia című angol Wikipédia-szócikk ezen változatának fordításán alapul.  Az eredeti cikk szerkesztőit annak laptörténete sorolja fel. Ez a jelzés csupán a megfogalmazás eredetét és a szerzői jogokat jelzi, nem szolgál a cikkben szereplő információk forrásmegjelöléseként.

## További irodalom
- (1999) „Rites of Passage in Ancient Greece: Literature, Religion, Society”. Bucknell Review XLIII, Kiadó: Bucknell University Press.ISBN 0-8387-5418-X.
- Marie-Hélène Delavaud-Roux: Les danses dionysiaques en Gréce antique. L'univ. de Provence, Aix-en-Provence 1995, ISBN 2-85399-360-4
- Otto Gilbert: Die Festzeit der attischen Dionysien. Vandenhoeck & Ruprecht, Göttingen 1872. (németül)

## Kapcsolódó szócikk
- Bacchanália